# Azzano San Paolo
Azzano San Paolo là một đô thị ở tỉnh Bergamo, vùng Lombardia, Italia.

## Các đô thị giáp ranh
- Bergamo
- Orio al Serio
- Stezzano
- Zanica